# کتابخانه ایرلندی پرنسس گریس
کتابخانه ایرلندی پرنسس گریس، کتابخانه‌ای واقع در موناکو است که به نام پرنسس گریس کلی، همسر شاهزاده رینیر سوم، نام‌گذاری شده‌است. این کتابخانه مجموعه‌های ادبیات ایرلندی و همچنین مجموعه شخصی کتاب‌ها و موسیقی ایرلندی را در خود جای داده‌است که متعلق به گریس می‌باشد، که بستگان پدری او از شهرستان مایو، ایرلند آمده‌اند. این کتابخانه در نوامبر ۱۹۸۴ توسط شاهزاده رینیر به یاد همسرش تأسیس شده‌است.

## تأسیس و مجموعه‌ها
این کتابخانه توسط شاهزاده رینیر دوم، و رمان‌نویس آنتونی برجس به افتخار میراث ایرلندی گریس تأسیس گردید. این مجموعه در اصل شامل کتابخانه شخصی شاهزاده گریس و شامل ادبیات ایرلندی و نت موسیقی ایرلندی-آمریکایی بود. از زمان تأسیس، این کتابخانه بیش از دوازده هزار کتاب از جمله ادبیات احیای ادبی ایرلندی و همچنین جلدهای کلاسیک گردآوری کرده‌است. این کتابخانه همچنین شامل پرتره‌ها و تصاویر متعددی از شاهزاده گریس است که به ترتیب توسط هنرمندانی مانند محمد دریسی، جک ییتس، لوئیس لو بروکی، جک موری و کلر دارسی ساخته شده‌اند. این مجموعه دارای منتخبی برای خوانندگان جوان است که کتاب‌ها و دی وی دی‌ها را برای افراد دو سال به بالا ارائه می‌دهد.

## رویدادها و انتشارات
این کتابخانه به‌طور منظم از سخنرانی‌های عمومی حمایت می‌کند و تک نگاری‌های ادبی منتشر می‌کند. سخنرانان قبلی عبارتند از شاعر شیموس هینی. این کتابخانه همچنین زمانی میزبان یک پایگاه داده مرجع آنلاین بزرگ، دقیق، جامع و قطعی از نویسندگان ایرلندی بود، اما اکنون به جای آن در وب سایت رسمی Ricorso در دسترس است. این کتابخانه همچنین میزبان کنفرانس‌های منظم در مورد ادبیات و کتابخوانی ایرلندی است. سمپوزیوم پاییز دوسالانه در کتابخانه ایرلند برگزار می‌شود.
مضامین گذشته عبارتند از «شعر ایرلندی پس از فمینیسم» و «جورج مور: موقعیت آثار».

## بورسیه‌ها
یکسری بورسیه‌های اقامتی در ارتباط با صندوق ایرلندی موناکو، ایجاد شده‌اند تا نویسندگان ادبی و دانشگاهی متولد یا مقیم ایرلند بتوانند پروژه جاری را در طول اقامت یک‌ماهه در کتابخانه پرنسس گریس ایرلندی در موناکو دنبال کنند. بورسیه‌ها در بهار و پاییز در دسترس هستند.